# 聯邦花園
聯邦花園（英語：Realty Gardens）是香港香港島西半山干德道41號的一個私人屋苑。
聯邦花園於1971年由會德豐建成，前身是太古買辦莫幹生大宅，現時人工平台上面有5幢大廈，樓高20層，每棟樓每層4戶，每個單位1350平方呎，共計400戶。有私人屋苑會所，位於大廈後方山腰之上，露天泳池約50米長，前大宅花園的涼亭保留至今，而另一山腰上設置燒烤場。聯邦花園有屋苑巴士及專線小巴接送居民來回中環及西環多處。

## 重要事件
2008年11月5日，前副審計署署長歐中民在聯邦花園巴黎閣一個單位內吊頸身亡。
2022年6月13日，兩名工人於倫敦閣天台進行吊船工程期間，鋼纜突然斷裂，吊船飛墮二十多層至地面，兩人當場喪生。

## 名人住戶
- 梁詠琪–2007年購買一戶，2010年再買下隔壁一戶。

## 附近
- 天匯
- 香港大學
- 寶珊道

## 相關
- 美孚新邨